# Intercontinental Cup basketbal 1987
De Intercontinental Cup (basketbal) in 1987 vond plaats in het Palatrussardi, Milaan. Van FIBA Europe speelde Tracer Milano, Maccabi Elite Tel Aviv, Cibona Zagreb, Žalgiris Kaunas en FC Barcelona mee. Van de Liga Sudamericana speelde CA Monte Líbano en Club Ferro Carril Oeste mee en de NCAA stuurde Washington All-Stars.

## Groep A
Eerste dag 15 september 1987
| FC Barcelona  | 121 - 103 | Washington All-Stars    |
| Tracer Milano | 99 - 77   | Club Ferro Carril Oeste |

Tweede dag 16 september 1987
| Club Ferro Carril Oeste | 93 - 87 | Washington All-Stars |

Derde dag 17 september 1987
| FC Barcelona | 102 - 91 | Tracer Milano |

Vierde dag 18 september 1987
| FC Barcelona  | 122 - 93  | Club Ferro Carril Oeste |
| Tracer Milano | 111 - 103 | Washington All-Stars    |

|    | Team                    | Pld | W | L | PF  | PA  | Points |
| -- | ----------------------- | --- | - | - | --- | --- | ------ |
| 1. | FC Barcelona            | 3   | 3 | 0 | 345 | 287 | 6      |
| 2. | Tracer Milano           | 3   | 2 | 1 | 301 | 282 | 5      |
| 3. | Club Ferro Carril Oeste | 3   | 1 | 2 | 263 | 308 | 4      |
| 4. | Washington All-Stars    | 3   | 0 | 3 | 293 | 325 | 3      |

## Groep B
Eerste dag 15 september 1987
| Maccabi Elite Tel Aviv | 92 - 72 | CA Monte Líbano |

Tweede dag 16 september 1987
| Cibona Zagreb   | 101 - 83 | Maccabi Elite Tel Aviv |
| CA Monte Líbano | 109 - 90 | Žalgiris Kaunas        |

Derde dag 17 september 1987
| Maccabi Elite Tel Aviv | 109 - 107 | Žalgiris Kaunas |
| Cibona Zagreb          | 97 - 87   | CA Monte Líbano |

Vierde dag 18 september 1987
| Cibona Zagreb | 116 - 113 (OT) | Žalgiris Kaunas |

|    | Team                   | Pld | W | L | PF  | PA  | Points |
| -- | ---------------------- | --- | - | - | --- | --- | ------ |
| 1. | Cibona Zagreb          | 3   | 3 | 0 | 314 | 283 | 6      |
| 2. | Maccabi Elite Tel Aviv | 3   | 2 | 1 | 284 | 280 | 5      |
| 3. | CA Monte Líbano        | 3   | 1 | 2 | 268 | 279 | 4      |
| 4. | Žalgiris Kaunas        | 3   | 0 | 3 | 310 | 334 | 3      |

Plaats 7-8
Vijfde dag 19 september 1987
| Washington All-Stars | 126 - 122 | Žalgiris Kaunas |

Plaats 5-6
Zesde dag 20 september 1987
| CA Monte Líbano | 119 - 94 | Club Ferro Carril Oeste |

Plaats 1-4
Vijfde dag 19 september 1987 halve finales
| FC Barcelona  | 95 - 87 | Maccabi Elite Tel Aviv |
| Tracer Milano | 99 - 83 | Cibona Zagreb          |

Plaats 3-4
Zesde dag 20 september 1987
| Cibona Zagreb | 106 - 96 | Maccabi Elite Tel Aviv |

Plaats 1-2
Zesde dag 20 september 1987
| Tracer Milano | 100 - 84 | FC Barcelona |

| Rank | Team                    | Record |
| ---- | ----------------------- | ------ |
| 1    | Tracer Milano           | 4-1    |
| 2    | FC Barcelona            | 4-1    |
| 3    | Cibona Zagreb           | 4-1    |
| 4    | Maccabi Elite Tel Aviv  | 2-3    |
| 5    | CA Monte Líbano         | 2-2    |
| 6    | Club Ferro Carril Oeste | 1-3    |
| 7    | Washington All-Stars    | 1-3    |
| 8    | Žalgiris Kaunas         | 0-4    |